# Chrysolarentia severata
Espèce
Chrysolarentia severata est une espèce de lépidoptères (papillons) de la famille Geometridae et qui se rencontre en Australie.